# Begonia manhaoensis
Espèce
Begonia manhaoensis est une espèce de plantes de la famille des Begoniaceae.
L'espèce fait partie de la section Platycentrum.
Elle a été décrite en 1999 par Shu Hua Huang (1938-) et Yu Min Shui.

## Répartition géographique
Cette espèce est originaire du pays suivant : Chine.